# Szilágyi Aladár (színművész)
Szilágysomlyói Szilágyi Aladár (Kaposvár vagy Miskolc, 1868. március 24. – Budapest, 1955. június 22.) magyar színész.

## Családja
Szülei Szilágyi Béla színész és Vigh Róza (Lusztig Rozál) operaénekesnő. Testvére ifj. Szilágyi Béla és Szilágyi Dezső színészek. Nagyapja Szilágyi Pál színész, operaénekes, rendező, műfordító. Dédanyja Kelemen Magda, az első magyar színházigazgató, Kelemen László nővére. Keresztszülei Bulyovszky Aladár és Bulyovszkyné Szilágyi Lilla. 1895. február 5-én feleségül vette Tajthy Etel (szül. Dorozsma, 1867. december 18.) színésznőt, aki 1925. augusztus 26-án elhunyt.

## Élete
Miskolcon született, Szegeden keresztelték 1868. szeptember 10-én. Gyerekként már fellépett apja társulataiban. 1876-ban Székesfehérváron játszott, majd 1888-tól a Népszínház művésze volt. 1891-ben Csóka Sándor igazgatása alatt Jászai Marival és Ivánfi Jenővel Elektra, Stuart Mária és Medea c. tragédiákkal az ország összes nagyobb városait bejárták. 1891 őszén Deréki Antalhoz szerződött, Brassón és Csíkszeredában is megfordult. Játszott még Bokody Antalnál (1893–94) Dél- és Felső-Magyarországon, Monori Sándornál (1894–95), Veszprémi Jenőnél (1895-96) Székesfehérváron, Halmay Imrénél (1895–98) Szabadkán, Újvidéken, 1898-99-ban ismét Bokodynál Erdélyben és Ős-Budavárban. 1899-ben vendégszerepelt Temesváron, Makó Lajosnál, mint Gáspár apó (Cornevillei harangok), melynek sikerét három éves szerződés követte. 1901-től Makó Lajos társulatának tagja, játszott Budán és Temesváron, 1902-5-ben Debrecenben, 1905-06-ban Szegeden, 1907-9-ben Kövessy Albertnél Pécsett, 1909-13-ban Szilágyi Dezsőnél Erdélyben, 1913-14-ben Könyves Jenő staggione társulatánál, 1914-1920 között Almássy Endrénél Szegeden, 1920-23-ban ugyanott Palágyi Lajosnál, 1923-24-ben Csáki Antalnál Kecskeméten, 1924-25-ben Kiss Árpádnál Békéscsabán, 1926-ban Faragó Ödönnél Szegeden. 
Színészkedésének 30. évfordulóját 1918. április 9-én ülte meg, Szegeden mint Bannai Gerő (Rang és mód). 1931-ben történt nyugdíjaztatásáig volt társulati tag Szegeden. Operettbuffóként lépett fel, később rendezéssel is foglalkozott. Kedvelt művésze volt a vidéknek.

## Fontosabb színházi szerepei
- Bence (Kálmán I.: Tatárjárás)
- Peták (Csepreghy F.: A piros bugyelláris)
- Gonosz Pista (Tóth E.: A falu rossza)
- Tiborc (Katona József: Bánk bán)
- Márton (Szigligeti Ede: Csikós)

## Filmszerepe
- Földindulás (1939) – falusi férfi

## Működési adatai
- 1896–97: Fekete Béla;
- 1897–98: Kiss Pál;
- 1898–1900: Bokody Antal;
- 1899–1901: Temesvár–Buda;
- 1902–05: Debrecen;
- 1905–06: Szeged;
- 1908–09: Kövessy Albert;
- 1909–1912: Szilágyi Dezső;
- 1913–14: Könyves Jenő;
- 1922–23: Kecskemét.